# Simomactra falcata
Simomactra falcata är en musselart som först beskrevs av Gould 1850.  Simomactra falcata ingår i släktet Simomactra och familjen Mactridae. Inga underarter finns listade i Catalogue of Life.